# شركة الشرق الأوسط للصناعات الدوائية
شركة الشرق الأوسط للصناعات الدوائية (بالإنجليزية: Megapharm Pharmaceuticals) هي شركة فلسطينية تأسست عام 1999، ويقع مقرها في بلدة بيت حانون شمال قطاع غزة. وتُعد الشركة المصنع الوحيد للأدوية في القطاع، حيث تغطي ما يقرب من 12% من احتياجات السوق المحلي.

## التاريخ والتأسيس
تأسست الشركة في عام 1999 تحت اسم "مختبرات الشرق الأوسط للصناعات الدوائية والتجميلية"، وبدأت عملياتها في بيت حانون شمال قطاع غزة. ومنذ نشأتها، واجهت تحديات متعددة ناتجة عن الحصار المفروض على قطاع غزة، من بينها صعوبة إدخال المواد الخام وخروج المنتجات.

## التحديات والقيود
تعرضت منشآت الشركة منذ عام 2003 لعدة هجمات من قبل الجيش الإسرائيلي، ما تسبب في تدمير معداتها ومخزونها من المواد الخام، وقدرت الخسائر حينها بأكثر من مليون دولار.
وفي عام 2007، مُنعت الشركة من تصدير منتجاتها إلى الضفة الغربية ودول أخرى مثل الجزائر، ما تسبب في تقليص الإنتاج بنسبة 20% تقريبًا.
كما واجهت حظرًا على استيراد المواد الخام استمر لمدة عام ونصف، مما أدى إلى توقف شبه كامل في عملية الإنتاج.

## الإنتاج والمنتجات
رغم الصعوبات، تمكنت الشركة من الاستمرار في إنتاج العديد من الأصناف الدوائية، منها المضادات الحيوية والمسكنات وأدوية الجهاز التنفسي. وتنتج الشركة قرابة 20 طنًا من الأدوية شهريًا، وتوفر سبعة أنواع من الأدوية غير المتوفرة في مصانع الضفة الغربية أو إسرائيل.

## الأثر على القطاع الصحي
تُسهم الشركة في تخفيف حدة النقص في الأدوية داخل غزة، من خلال توفير بدائل محلية تسهم في تقليل الاعتماد على الواردات الخارجية، وتقديم منتجات بأسعار مناسبة نسبيًا للسكان المحليين. إلا أن الحصار والقيود المفروضة لا تزال تؤثر على قدرتها الإنتاجية وعلى كفاءة التوزيع.